# Jüdischer Friedhof (Rommerskirchen)

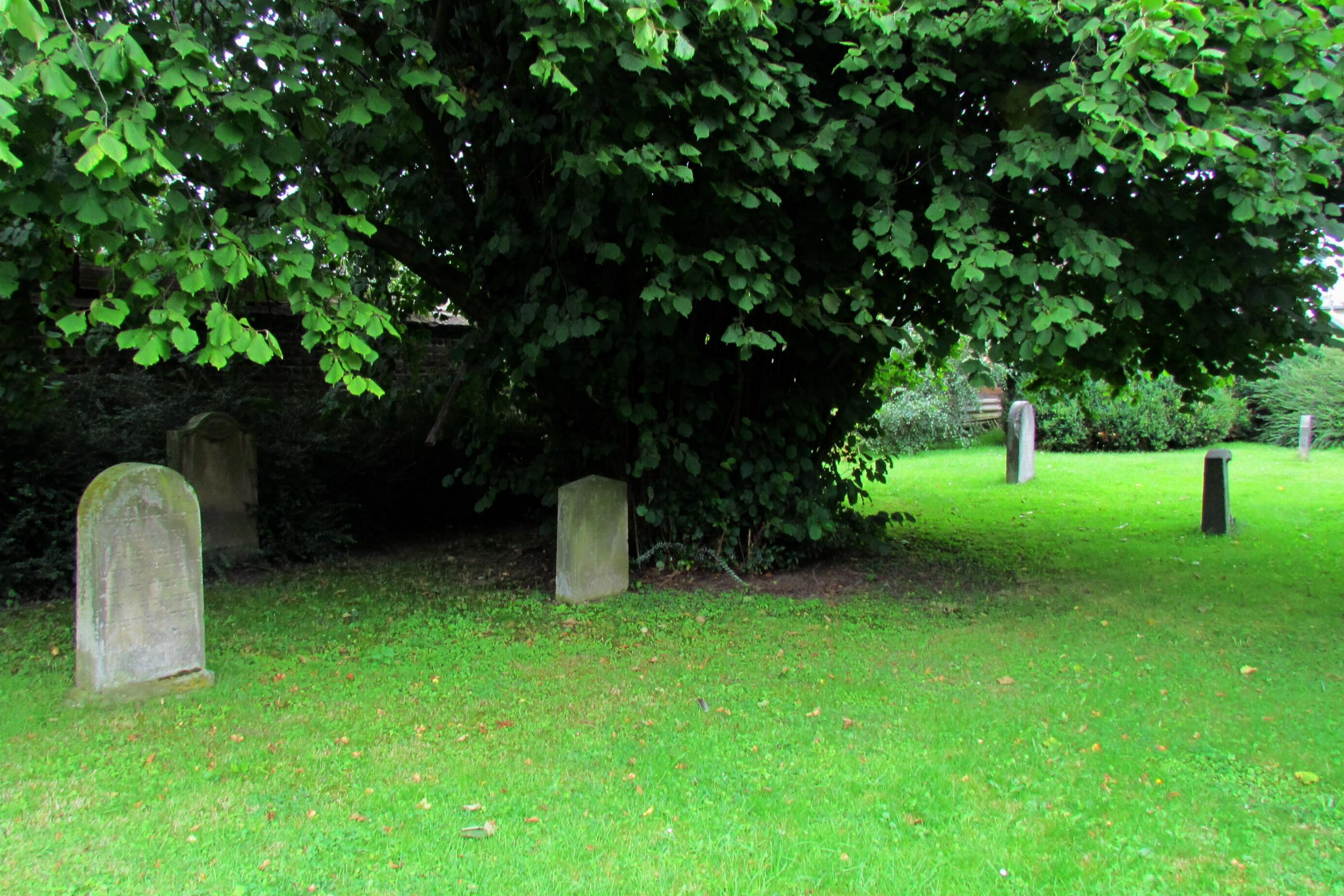
Jüdischer Friedhof Rommerskirchen

Der Jüdische Friedhof Rommerskirchen liegt am Nettesheimer Weg in der Gemeinde Rommerskirchen im Rhein-Kreis Neuss (Nordrhein-Westfalen).

## Geschichte
Juden sind seit etwa 1740 in Rommerskirchen belegt. Seit 1853 gehörte die jüdische Gemeinde zur Filialgemeinde Zons-Dormagen. 1932 wurde sie an Neuss angeschlossen. Die Größe der Gemeinde belief sich 1806 auf 37, 1816 auf 40, 1885 auf 43 und im Jahr 1933 noch auf 33 Mitglieder. Eine vor 1843 errichtete Synagoge wurde während der Novemberpogrome 1938 völlig zerstört.
Der jüdische Friedhof am Nettesheimer Weg wurde bis 1934 belegt und 1938 stark verwüstet. Es sind neun Grabsteine erhalten. Der Begräbnisplatz ist ummauert und nicht öffentlich zugänglich. Er ist einzig über ein benachbartes Privatgrundstück zu erreichen. An der Friedhofsmauer befindet sich eine Gedenktafel für die jüdischen Opfer der NS-Gewaltherrschaft.